# Manglaur
Manglaur är en ort i Indien.   Den ligger i distriktet Haridwar och delstaten Uttarakhand, i den norra delen av landet, 140 km norr om huvudstaden New Delhi. Manglaur ligger 268 meter över havet och antalet invånare är 46 395.
Terrängen runt Manglaur är mycket platt. Runt Manglaur är det tätbefolkat, med 819 invånare per kvadratkilometer. Närmaste större samhälle är Roorkee, 8,5 km norr om Manglaur. Trakten runt Manglaur består till största delen av jordbruksmark.